# 1781
Промислова революція •  Просвітництво • Глухівський період в історії Гетьманщини •  Російська імперія

## Геополітична ситуація
Османську імперію очолює султан Абдул-Гамід I (до 1789). Під владою османів перебувають Близький Схід та Єгипет, Середземноморське узбережжя Північної Африки, частина Закавказзя, значні території в Європі: Греція, Болгарія та Сербія. Васалами османів є Волощина та Молдова.
Священна Римська імперія охоплює, крім німецьких земель, Угорщину з Хорватією, Трансильванію, Богемію, Північну Італію, Австрійські Нідерланди. Її імператор — Йосиф II (до 1790). Королем Пруссії є Фрідріх II (до 1786).
У Франції королює Людовик XVI (до 1792). Франція має колонії в Північній Америці та Індії. В Іспанії править Карл III (до 1788). Королівству Іспанія належать південь Італії, Нова Іспанія, Нова Гранада та Віцекоролівство Перу, Внутрішні провінції та Віцекоролівство Ріо-де-ла-Плата в Америці, Філіппіни. У Португалії королюють Марія I (до 1816) та Педру III (до 1786). Португалія має володіння в Бразилії, в Африці, в Індії, в Індійському океані й Індонезії.
На троні Великої Британії сидить Георг III (до 1820). Британія має колонії в Північній Америці, на Карибах та в Індії. У Північноамериканських колоніях Британії триває війна за незалежність. Тринадцять колоній утворили Сполучені Штати Америки.
Північ Нідерландів займає Республіка Об'єднаних провінцій. Вона має колонії в Північній Америці, Індонезії, на Формозі та на Цейлоні. Король Данії та Норвегії — Кристіан VII (до 1808), на шведському троні сидить Густав III (до 1792). На Апеннінському півострові незалежні Венеціанська республіка та Папська область. Король Речі Посполитої — Станіслав Август Понятовський (до 1795). У Російській імперії править Катерина II (до 1796).
Україну розділено між трьома державами. Королівство Галичини та Володимирії належить Австрії. По Дніпру проходить кордон між Річчю Посполитою та Російською імперією. Лівобережна частина розділена на Київське намісництво, Чернігівське намісництво, Новгород-Сіверське намісництво, Новоросійську губернію та Харківське намісництво. Задунайська Січ існує під протекторатом Османської імперії. Незалежне Кримське ханство, якому підвладна Ногайська орда.
В Ірані править династія Зандів.
Значними державами Індостану є Імперія Великих Моголів, Імперія Маратха. Зростає могутність Британської Ост-Індійської компанії. У Китаї править Династія Цін. У Японії триває період Едо.

## Події

### В Україні
- Внаслідок територіально-адміністративної реформи в Російській імперії на території України утворено Київське, Новгород-Сіверське та Чернігівське намістництва. Ліквідовано Лубенський та Гадяцький полки.

### У світі
- Континентальний Конгрес видав хартію на створення Банку Північної Америки.
- Поразкою завершилося повстання Тупака Амару II. Самого очільника схопили й стратили.
- Меріленд останнім із тринадцяти провінцій ратифікував Статті Конфедерації.
- Іспанці захопили у британців місто Пенсакола у Флориді.
- 19 жовтня британці здали місто Йорктаун, чим завершилися бойові дії у війні за незалежність США.
- Найясніший цісар Йосип II видав патент терпимості, дозволивши віросповідання відмінні від католицького.

### Наука та культура
- 13 березня Вільям Гершель відкрив Уран, сьому планету Сонячної системи.
- Шарль Мессьє скомпонував свій каталог зірок.
- Християн Маєр видав каталог подвійних зір.
- Карл Вільгельм Шеєле відкрив вольфрамову кислоту.
- Медаль Коплі отримав Вільям Гершель.
- Іммануїл Кант опублікував «Критику чистого розуму».
- Фрідріх Шиллер написав драму «Розбійники».
- Вийшли II та III томи «Історії занепаду та загибелі Римської імперії» Едварда Гіббона.

### Засновані
- Київське намісництво
- Новгород-Сіверське намісництво
- Пермська губернія
- Уфимське намісництво
- Чернігівське намісництво
- Лос-Анджелес

## Народились
Див. також Категорія:Народились 1781
- 13 березня — Шинкель Карл Фрідріх, німецький архітектор і художник (пом. 1841).
- 9 червня — Стефенсон Джордж, англійський винахідник, конструктор першого залізничного парового локомотива (пом. 1848).
- 21 червня — Сімеон Пуассон, французький математик і фізик.
- Стевен Християн, засновник Нікітського ботанічного саду (пом. 1863).
- Больцано Бернард
- Розанов Василь Федорович
- Харитоненко Герасим Омелянович

## Померли
Див. також Категорія:Померли 1781
- Аблай (хан)
- Кепел Едвард
- Стеценко Григорій Андрійович